# Wiktor Romanowitsch Prjaschnikow
Wiktor Romanowitsch Prjaschnikow (russisch Виктор Романович Пряжников; * 23. Dezember 1933 in Elektrostal; † 17. April 2008 in Moskau) war ein sowjetisch-russischer Eishockeyspieler, der 23 Länderspiele für die Sowjetische Nationalmannschaft absolvierte und dabei zweimal Europameister wurde und bei den Olympischen Winterspielen 1960 die Bronzemedaille gewann.

## Karriere
Prjaschnikow begann seine Karriere in seiner Heimatstadt Elektrostal, wo er für die Mannschaft des Kulturhauses Karl Marx und später für Chimik Elektrostal aktiv war. 1954 wurde er zu Krylja Sowetow Moskau delegiert, wo er bis 1965 aktiv war und 1957 die sowjetische Meisterschaft gewann. Insgesamt erzielte er 166 Tore in 400 Spielen in der höchsten sowjetischen Liga, der Klass A.
Nach seinem Karriereende arbeitete er als Nachwuchstrainer bei DJuSSch SK „Krasnaja Oktjabr“ (russisch ДЮСШ СК «Красный Октябрь»).

### International
Am 9. Januar 1955 stand Prjaschnikow in einem Spiel gegen Schweden zum ersten Mal für die Sowjetische Nationalmannschaft auf dem Eis. Seine internationale Karriere wurde mit der Bronzemedaille bei den Olympischen Winterspielen 1960 gekrönt. Zudem gewann er bei der Weltmeisterschaft 1959 die Silbermedaille und wurde bei beiden Turnieren jeweils Europameister.
Für die Nationalmannschaft erzielte er insgesamt 8 Tore in 23 Länderspielen. Am 28. Februar 1960 bestritt er sein letztes Länderspiel. 1991 wurde er als Verdienten Meister des Sports der UdSSR ausgezeichnet.

## Erfolge und Auszeichnungen
- 1955 Sowjetischer Vizemeister mit Krylja Sowetow Moskau
- 1956 Sowjetischer Vizemeister mit Krylja Sowetow Moskau
- 1957 Sowjetischer Meister mit Krylja Sowetow Moskau
- 1958 Sowjetischer Vizemeister mit Krylja Sowetow Moskau
- 1959 Silbermedaille bei der Weltmeisterschaft

Goldmedaille bei der Europameisterschaft
- 1960 Bronzemedaille bei den Olympischen Winterspielen

Goldmedaille bei der Europameisterschaft
- 1991 Verdienten Meister des Sports der UdSSR